# Bobby Sands
Pour les articles homonymes, voir Sands.
Robert Gerard Sands (en gaélique : Roibeárd Gearóid Ó Seachnasaigh), communément appelé Bobby Sands, né le 9 mars 1954 à Newtownabbey (Irlande du Nord) et mort le 5 mai 1981 à la prison de Maze (Irlande du Nord), est un activiste armé et homme politique irlandais.
Membre de l'Armée républicaine irlandaise provisoire, il est arrêté en fuite pour son rôle dans un attentat commis à Dunmurry, au sud-ouest de Belfast, en 1976, et condamné à quatorze années de prison pour détention d'armes. Il acquiert une notoriété internationale lorsqu'il entame une grève de la faim de 66 jours à laquelle il ne survit pas. Pendant son emprisonnement, il est élu député à la Chambre des communes du Royaume-Uni du 9 avril au 5 mai 1981. Une partie du mouvement indépendantiste irlandais le considère comme un héros de la cause républicaine.

## Enfance
Bobby Sands est né à Abbots Cross, un quartier de Newtownabbey, dans le comté d'Antrim, en Irlande du Nord. Issu d'une famille catholique, il vécut à Abbots Cross avec ses parents, John et Rosaleen, et ses deux sœurs, Marcella (née en avril 1955) et Bernadette (née en novembre 1958) jusqu'en 1960, date à laquelle la famille fut contrainte de déménager à Rathcoole, un autre quartier de Newtownabbey. En 1962, naît le petit dernier de la famille, John. Bobby Sands abandonne rapidement l'école et entreprend un apprentissage de carrossier. À la suite de menaces de mort[à développer], il abandonne son apprentissage et rejoint les forces de l'IRA. 
L'enfance de Bobby a été très fortement marquée par les violents affrontements entre les communautés protestante et catholique. En 1972, alors qu'il est âgé de 18 ans, sa famille est la proie d'intimidations loyalistes qui la contraignent à abandonner le domicile familial alors situé dans un quartier loyaliste. Tous s'établissent alors à Twinbrook, dans la maison d'été située dans la partie ouest de Belfast. Cette année-là, Bobby épouse Geraldine Noade. Leur fils, Gerard, voit le jour le 8 mai 1973.

## Activités avec l'IRA
Bobby Sands rejoint les forces de l’IRA en 1972, considérée comme organisation illégale en Irlande, et terroriste au Royaume-Uni,. Avant la fin de l’année, en octobre, il est arrêté et emprisonné jusqu’en 1976 pour la possession de quatre armes à feu chez lui.
À sa libération, il retourne auprès de sa famille et vit à Twinbrook, à l’ouest de Belfast. Bobby devient rapidement un des principaux activistes de sa communauté. Il ne reste en liberté qu’une année. Il est arrêté avec trois de ses compagnons, Joe McDonnell, Seamus Finucane et Sean Lavery, dans une voiture, en possession d’un revolver, alors qu'ils tentaient de s'enfuir juste après l'attentat à la bombe du Balmoral Furniture Company, à Dunmurry, et une fusillade entre l'IRA et la RUC (Police royale de l'Ulster). Lors de son procès en septembre 1977, l'accusation de participation à l'attentat est abandonnée, faute de preuves. Il est néanmoins condamné pour la possession de l'arme, qui a servi, selon les procureurs, dans la fusillade, et envoyé en prison pour une durée de 14 années.
Il est emprisonné à la prison de Maze,, surnommée Long Kesh par les républicains.

## Incarcération à la prison de Maze
Pendant son incarcération, Bobby écrit des textes, des lettres, des poèmes, etc. qui sont régulièrement publiés dans le journal républicain An Phoblacht. Ses livres les plus connus sont One Day in my life (traduit en français sous le titre Un jour dans ma vie) où il décrit le déroulement d'une journée normale en prison, et Writing from Prison, recueil de textes écrits secrètement en prison.

### Contexte: la question du statut spécial
Le 1er mars 1976, un décret du gouvernement travailliste de James Callaghan abroge le statut spécial d'incarcération, favorable, créé en 1972 pour les prisonniers républicains nord-irlandais. Tous les membres de l'IRA et autres groupes républicains internés au Maze perdent ce statut spécial, dit de prisonniers politiques et sont considérés comme des criminels et délinquants de droit commun. Cette décision provoque la colère des détenus et donnera naissance à de multiples protestations.

#### LaBlanket protest
Le premier prisonnier à réagir est Kieran Nugent qui refuse de porter l'uniforme de la prison car il ne se considère pas comme un criminel (avant le changement de règlement, les prisonniers politiques pouvaient porter leurs propres vêtements). Les autres détenus soutiennent son initiative et certains décident également d'être nus ou de ne porter qu'une couverture plutôt qu'un uniforme carcéral. Cette protestation, appelée Blanket protest, ou Grève des couvertures, dure jusqu'en 1978. 300 prisonniers sont ainsi nommés blanket men parce que vêtus de couvertures.

#### LaDirty protest
En raison du peu d'impact médiatique de cette protestation, et des attaques que subissaient les détenus lorsqu'ils sortaient de leurs cellules pour vider leurs pots, ils décident de passer au niveau supérieur et lancent la Dirty protest (ou No-wash protest) en mars 1978 (en français : Grève de l'hygiène).
Les prisonniers refusent de se laver et étalent leurs excréments sur les murs de leur cellule. Ils demandent aux autorités d'accéder à 5 demandes : 
1. Le droit de ne pas porter l'uniforme de prisonnier ;
2. Le droit de ne pas participer aux travaux de prisonniers ;
3. Le droit de libre association avec d'autres prisonniers et celui d'organiser des activités éducatives ou récréatives ;
4. Le droit à une visite, une lettre et un colis par semaine ;
5. L'entière restauration de la remise de peine perdue lors de la protestation.

Les autorités politiques ne cèdent pas à leurs revendications et les dirigeants de la prison tentent d'empêcher les actes des prisonniers et de maintenir un niveau de propreté acceptable en nettoyant de force les cellules et les prisonniers[réf. nécessaire], mais les détenus persévèrent dans leur combat pendant cinq ans.

#### Première grève de la faim de détenus
À la fin de l'année 1980, les détenus décident d'un moyen plus radical pour attirer l'attention du public sur leur situation : le 27 octobre, 7 d'entre eux entament une grève de la faim, interrompue après 53 jours, à la suite d'un accord ambigu : les prisonniers obtiennent le droit de porter des habits civils mais pas leurs propres habits.
Pendant ce temps-là, Bobby Sands est nommé Officier Commandant des prisonniers de l'IRA à la prison de Maze, succédant ainsi à Brendan Hughes qui était l'un des sept en grève de la faim.

### Grève de la faim de Bobby Sands
L'accord consécutif à la première grève de la faim est dénoncé par les prisonniers le 4 février 1981. Gerry Adams avait dit fin 1980 à Sands : « Nous sommes tactiquement, stratégiquement, physiquement et moralement opposés à une grève de la faim », ce qui laisse supposer que Bobby Sands n'a pas attendu l'approbation de l'IRA et du Sinn Féin. Il refuse de s’alimenter le 1er mars 1981 et entame ainsi sa grève de la faim. L’organisation prévoit cette fois un début progressif des grèves de la faim afin de donner un maximum de publicité à leur mouvement avec un étalement de la détérioration physique voire de la mort des prisonniers sur plusieurs mois. 

#### Élection
Peu de temps après le début de cette grève de la faim, le député républicain de Fermanagh and South Tyrone Frank Maguire (en) meurt, ce qui donne lieu à une élection anticipée. La vacance soudaine de ce siège obtenu avec une faible majorité catholique est l’occasion pour les supporters de Sands et de son combat d'accroitre la pression contre le gouvernement. Ils proposent donc Sands comme candidat à l’élection législative anticipée. Après une campagne électorale fortement médiatisée, Sands remporte le siège le 9 avril 1981 par 30 492 votes contre 29 046 au candidat du Parti unioniste d'Ulster, Harry West (en), avec une participation élevée de 86,8 %.
Le gouvernement conserve cependant une attitude de fermeté. La première ministre, Margaret Thatcher, déclare : « Nous ne sommes pas prêts à accorder un statut spécial catégoriel pour certains groupes de gens accomplissant des peines à raison de leurs crimes ou délits. Un crime ou un délit est un crime ou un délit et seulement cela, ce n'est pas politique. »,.
Le gouvernement change la loi électorale en introduisant le Representation of the People Act 1981 (en) pour prévenir l'élection d'autres prisonniers de l'IRA. Cette loi interdit aux prisonniers condamnés à plus d'un an de prison de se présenter à des élections.

#### Poursuite de la grève
Malgré sa famille, malgré les condamnations du haut clergé catholique, Bobby Sands poursuit sa grève de la faim. Son état se dégrade et il réclame l'extrême-onction le 18 avril. Sa mère finit par accepter la résolution de son fils.

#### Mort de Bobby Sands
Le 5 mai 1981, à 1h 17, Bobby Sands meurt à l’hôpital de la prison après 66 jours de grève de la faim. L’annonce de sa mort provoque de nombreuses émeutes dans les quartiers nationalistes en Irlande du Nord. Deux personnes trouveront la mort à cette occasion (un laitier et son fils). Plus de 100 000 personnes suivirent le cortège lors de ses funérailles. En réponse à une question parlementaire relative à la mort de Bobby Sands, Margaret Thatcher déclare à la Chambre des communes : « Monsieur Sands était un délinquant condamné. Il a choisi de s'enlever la vie. C'est un choix que son organisation n'a pas laissé à beaucoup de ses victimes. » (« Mr. Sands was a convicted criminal. He chose to take his own life. It was a choice that his organisation did not allow to many of its victims. »)

## L’influence politique
En plus de Bobby Sands, six autres membres de l'IRA et trois de l'INLA meurent des suites de la grève de la faim. L'image de Bobby auprès de la plupart des républicains irlandais et des sympathisants du groupe indépendantiste est celle d'un martyr, étant resté ferme face à l'intransigeance du gouvernement londonien. Au-delà, la position du gouvernement britannique a également choqué nombre de nationalistes s’opposant à l'IRA.  
Dans les mois qui ont suivi l'agonie puis la mort de Bobby Sands et de ses compagnons, de par sa couverture médiatique, l'IRA a vu les dons et le nombre de ses membres augmenter sensiblement, et une nouvelle vague de violence remarquable par le durcissement des positions tant des nationalistes que des unionistes commença.

### Les 10 grévistes de la faim
- Bobby Sands (IRA), 27 ans, meurt le 5 mai 1981 après 66 jours de grève de la faim.
- Francis Hughes (IRA), 25 ans, meurt le 12 mai 1981 après 59 jours de grève de la faim.

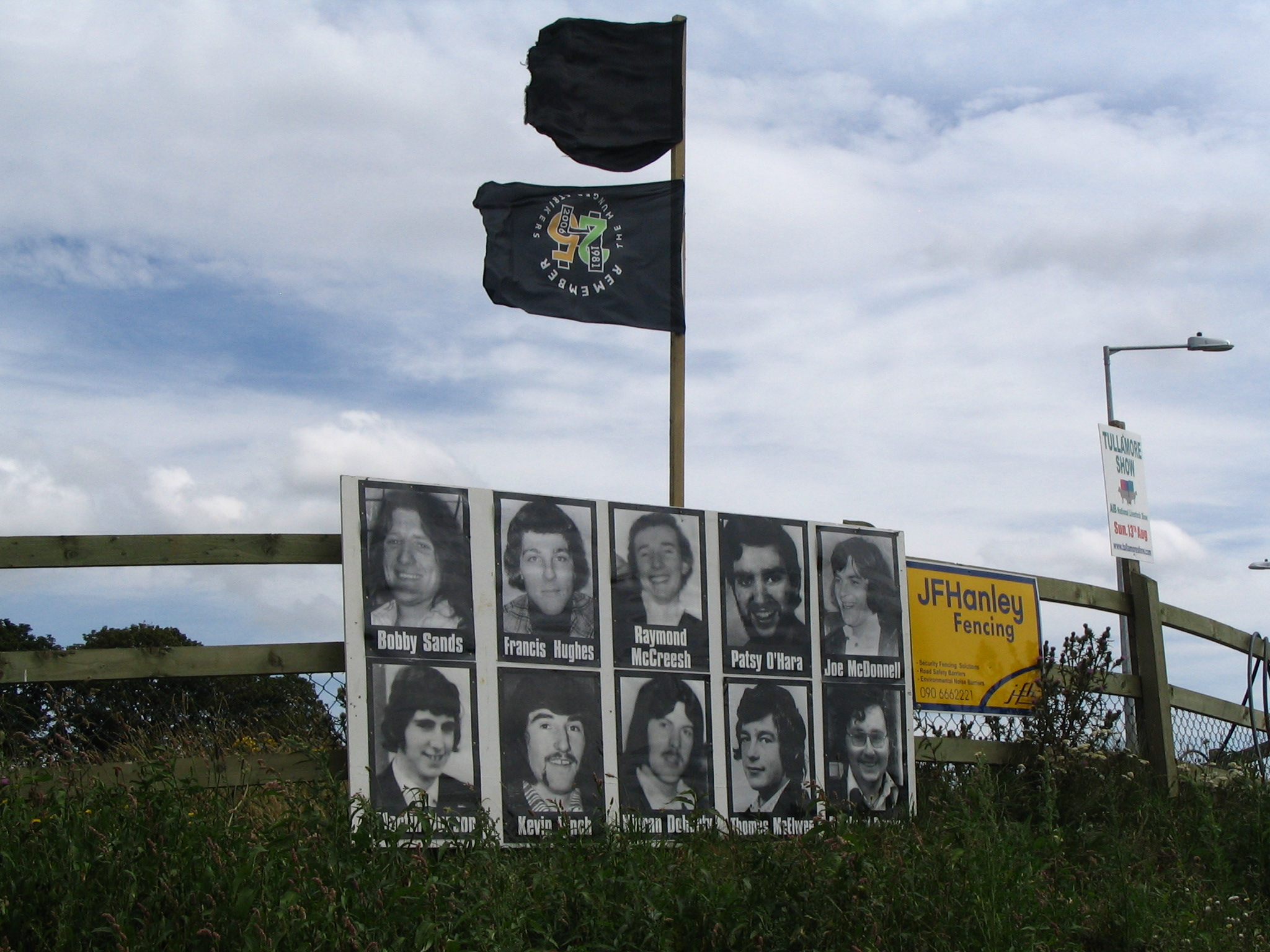
Panneau de la dans le Donegal en 2006.

- Raymond McCreesh (IRA), 24 ans, meurt le 21 mai 1981 après 61 jours de grève de la faim.
- Patsy O'Hara (INLA), 23 ans, meurt le 21 mai 1981 après 61 jours de grève de la faim.
- Joe McDonnell (IRA), 30 ans, meurt le 8 juillet 1981 après 61 jours de grève de la faim.
- Martin Hurson (IRA), 29 ans, meurt le 12 juillet 1981 après 46 jours de grève de la faim.
- Kevin Lynch (INLA), 25 ans, meurt le 1er août 1981 après 71 jours de grève de la faim.
- Kieran Doherty (IRA), 25 ans, meurt le 2 août 1981 après 73 jours de grève de la faim.
- Thomas McElvee (IRA), 23 ans, meurt le 8 août 1981 après 62 jours de grève de la faim.
- Michael Devine (INLA), 27 ans, meurt le 20 août 1981 après 60 jours de grève de la faim.

## Citations
« Ils n'ont rien dans leur arsenal impérial tout entier qui puisse briser l'esprit d'un Irlandais qui ne veut pas être brisé » (They have nothing in their whole imperial arsenal that can break the spirit of one Irishman who doesn't want to be broken)
« Le rire de nos enfants sera notre vengeance. » (Our revenge will be the laughter of our children.)
« J'étais seulement un enfant de la classe ouvrière d'un ghetto nationaliste, mais c'est la répression qui a créé l'esprit révolutionnaire de liberté. Je ne me résoudrai qu'à la libération de mon pays, jusqu'à ce que l'Irlande devienne une république souveraine, indépendante et socialiste » (I was only a working-class boy from a Nationalist ghetto, but it is repression that creates the revolutionary spirit of freedom. I shall not settle until I achieve liberation of my country, until Ireland becomes a sovereign, independent socialist republic)
« Chacun, Républicain ou autre, a son propre rôle particulier à jouer » (Everyone, Republican or otherwise has their own particular role to play.")

## Dans les arts

### Cinéma
Le film Hunger (2008), réalisé par Steve McQueen, met en scène les événements qui ont eu lieu dans la prison de Maze pendant les derniers mois qui précédèrent la mort de Bobby Sands.
H3 (2001), réalisé par Les Blair, montre la grève de la faim de 1981 dans la prison du Maze. 
- Nous étions tous des noms d’arbres (And our names were names of trees) d'Armand Gatti.

- Terre Promise (documentaire) d'Hélène Châtelain . 1982.

- Welcome to our battle of images (documentaire) de Fergus Daly. 2009.

### Musique
Le groupe de rock celtique Soldat Louis lui a rendu hommage à travers le titre Bobby Sands, présent sur son 3e album Auprès de ma bande (1993).
Le chanteur français Léo Ferré lui dédia sa chanson Thank You Satan.
Le groupe de hard rock français Trust le cite dans son titre désenchanté 'Misère' sur l'album Marche ou crève (1981).
Le groupe corse L'Arcusgi a également dédié une chanson à Bobby Sands, Musica selta, dans son 7e album A voce Ribella (2008)
Marc Robine lui a également rendu un hommage, Lament pour Bobby Sands, présent sur le 33-tours The Free Spirit (1982 - FolkFreak FF 4008).
La chanteuse bretonne Gwennyn lui rend hommage sur le titre Bugale Belfast, qui a remporté le prix du public du concours interceltique Nòs Ùr, en Écosse.
Le groupe de rock celtique Black 47 lui a consacré le titre Bobby Sands MP sur l'album On Fire (2004).
Léo Ferré lui a aussi rendu hommage au théâtre des Champs-Élysées.
En 2010, le groupe punk folk celtique Sons Of O'Flaherty lui rend hommage avec la chanson Bobby Sands.
En 2012, le groupe post-rock Ef dans son EP Delusion of Grandeur, sur le morceau I never felt this way before récite un soliloque de l’interprète de Bobby Sands dans le film Hunger.
Le groupe anglais Blaggers ITA lui rend hommage (ainsi qu'aux autres grévistes de la faim décédés) dans le morceau Ten Men Dead, sur l'album United Colors of Blaggers ITA sorti en 1992.

### Littérature
Bobby Sands lui-même a beaucoup écrit quand il était en prison. Ses poèmes, le journal des dix-sept premiers jours de sa grève de la faim ainsi qu'une description de la vie dans les H-Blocks se trouvent dans ce recueil : Un jour dans ma vie, écrits de prison.
Le poète breton Xavier Grall lui a écrit un poème Tombeau pour Bobby Sands.
Le poète français Sylvain Courtoux a dédié son livre Clara Elliott, Strangulation Blues (éditions Al Dante, 2010) à Bobby Sands, « poète et combattant irlandais, mort dans les geôles anglaises le 5 mai 1981 ».
Denis O'Hearn a écrit la plus complète des biographies sur Bobby Sands Bobby Sands, jusqu'au bout (titre original : Nothing But An Unfinished Song), aux éditions du CETIM, Genève, Suisse (traduit par Julie Duchatel en collaboration avec Philippe Paraire).
Les romans Mon traître et Retour à Killybegs de Sorj Chalandon abordent également ce sujet.

### Théâtre
Armand Gatti crée au Festival d'Avignon en juillet 1982 la pièce de théâtre Le labyrinthe au Cloître des Carmes. Cette pièce raconte la vie dans les H Blocks et la lutte de Bobby Sands et de ses compagnons.

## Odonymie
- Rue Bobby-Sands, à Saint-Herblain
- Place Bobby-Sands, à Saint-Étienne
- Boulevard Bobby-Sands, au Mans
- À Téhéran, de jeunes militants ont renommé en 1981 la rue Winston-Churchill, où se trouvait l'ambassade britannique, en rue Bobby-Sands. Pour éviter d'avoir ce nom comme adresse sur sa correspondance, l'ambassade a aménagé une autre entrée sur une rue adjacente[26].
- Un parc, à Plougastel-Daoulas.